# کنزلو
کِنِزلو (به مجاری: Kenézlő) روستاییست در شهرستان بورشود-آبااوی-زمپلن در کشور مجارستان. جمعیت این روستا در ۲۰۰۹، ۱،۲۶۱ نفر بوده‌است.